# Ungarische Badminton-Mannschaftsmeisterschaft 2011
Die Ungarische Badminton-Mannschaftsmeisterschaft 2011 war die 43. Auflage des Teamwettstreits in Ungarn. Es wurde ein Wettbewerb für gemischte Mannschaften ausgetragen. Meister wurde das Team von Pécsi Multi-Alarm SE.

## Endstand
| Platz | Mannschaft |
| ----- | --- |
| 1.    | Pécsi Multi-Alarm SE (Daryono Budisantoso, Máté Dubicz, Ákos Károlyi, András Németh, Pál Pádár, Henrik Tóth, Márton Szatzker, Feng Xingquaio, Sára Fekete, Zsófia Horváth, Laura Sárosi, Hanny Setiani, Eszter Zsolt) |
| 2.    | Debreceni TC-DSC-SI |
| 3.    | Honvéd Zrínyi SE |
| 4.    | REAC-Sportiskola SE |